# Bataille de Dorylée (1097)
Pour l’article homonyme, voir Bataille de Dorylée.
Croisades
Batailles
- Xerigordon
- Civetot
- Nicée
- Dorylée
- Antioche
- Ma'arra
- Jérusalem
- Ascalon

La bataille de Dorylée est une bataille livrée le 1er juillet 1097 qui oppose les combattants de la première croisade aux forces du sultanat de Roum. Elle s’achève par la victoire des croisés et la déroute des Seldjoukides.

## Contexte
Le 29 novembre 1095, le pape profite du concile de Clermont pour lancer un appel à la chrétienté afin de lui enjoindre de délivrer les Lieux saints. Les barons se lancent dans l’expédition au cours de la seconde moitié de l’année 1096, arrivent séparément à Constantinople au printemps 1097, s’y regroupent et assiègent Nicée du 6 mai au 26 juin 1097.
Après la reddition de Nicée, cédée aux Byzantins, les croisés quittent la ville entre le 26 et le 29 juin et poursuivirent leur chemin vers la Palestine en traversant en diagonale le plateau anatolien. 
Pour des questions d'approvisionnement les croisés se répartissent en deux armées. La première armée se composait de deux corps, le premier corps, commandé par le duc de Normandie Robert Courteheuse, se composait d'une majorité de Normands mais aussi de Bretons et d'Angevins et le second corps, commandé par Bohémond de Tarente et  Tancrède de Hauteville, se composait des Normands d'Italie et d'Italiens. La seconde armée se composait également de deux corps, le premier, mené par Godefroy de Bouillon, est constitué de Wallons, de Rhénans et de Français du Nord et le second, commandé par Raymond de Saint-Gilles, comte de Rouergue et de Toulouse, est composé d’une majorité de Provençaux, mais aussi de guerriers originaires d'Auvergne, du Limousin, du Languedoc et de Gascogne.
Le sultan du Roum, Kilidj Arslan, avait sous-estimé la nouvelle croisade après sa victoire sur la croisade populaire à Civitot et était parti combattre son voisin Danichmend à l’est, lui disputant la suprématie dans la région de Malatya, alors possédée par un prince arménien, Gavril. N’ayant pas réagi suffisamment tôt à la nouvelle menace, il avait perdu sa capitale, Nicée, et décide de faire la paix avec Danichmend, son adversaire de la veille, pour avoir les mains libres contre les croisés et bat le rappel des Turcs seldjoukides. Une alliance est même conclue avec Danichmend, qui lui apporte le concours de ses armées.

## La bataille
Le 1er juillet 1097, l'avant-garde des croisés, les Normands d'Italie de Bohémond arrive à la hauteur de la ville de Dorylée, dans une zone montagneuse propice aux embuscades, et est assaillie par les forces de Kiliç Arslan. « Les nôtres se demandaient d’où avait pu sortir une telle multitude de Turcs, d’Arabes et de Sarrasins », nous dit l’auteur anonyme de la Geste des Francs. René Grousset estime que les Turcs épiaient les croisés depuis Nicée et avaient choisi un moment où Bohémond et ses soldats s’étaient écartés du reste de la troupe. Bohémond fait aussitôt mettre sa troupe dans une position défensive en cercle. Dès l'aube, les archers montés turcs commencent à harceler les croisés. Face à la tactique turque de harcèlement et de repli, les puissantes charges de la cavalerie franque se révèlent vaines, Bohémond opte pour la défensive, comptant sur la qualité des armures franques pour tenir jusqu'à l'arrivée des renforts vers lesquels des messagers avaient été envoyés dès le début de la bataille. Durant cette phase défensive, les « femmes furent d’un grand secours (aux croisés) en apportant de l’eau à boire aux combattants et en ne cessant de les encourager au combat et à la défense ».

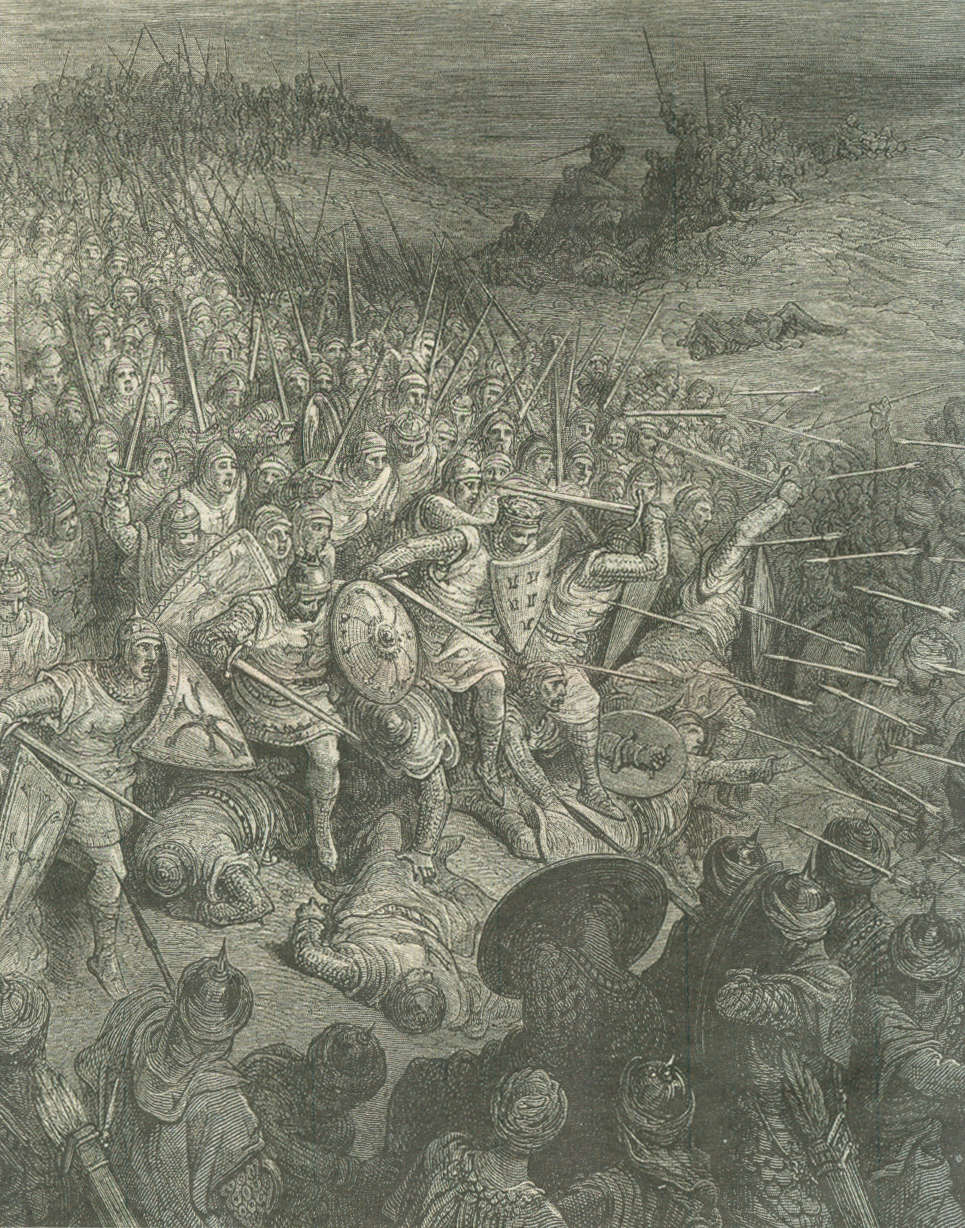
Gravure de Gustave Doré représentant la bataille de Dorylée

En effet, dès l'annonce de la bataille, laissant en arrière l'infanterie, la chevalerie des autres corps se précipite en plusieurs escadrons vers le champ de bataille. Godefroy de Bouillon arrive le premier avec une cinquantaine d'hommes, puis Hugues de Vermandois, enfin Adhémar de Monteil et Raymond de Saint-Gilles. Ces deux derniers, à l’initiative d’Adhémar, effectuent un mouvement tournant pour prendre les Turcs à revers, qui commencent à se retrouver eux-mêmes encerclés par les croisés. Kilidj Arslan prend peur et fait replier son armée sur des collines, pensant que les croisés n'oseront pas venir l'attaquer sur des positions aussi fortes. 
Les Turcs et leurs alliés arabes se sont retranchés ; les chefs croisés élaborent un plan d'attaque simultanée sur trois puis quatre côtés. Deux corps de croisés devront attaquer les Turco-Arabes par les deux flancs, un autre de front et, enfin, un dernier devra surgir sur les arrières. Au centre, les Provençaux de Raymond de Saint-Gilles attaquent de front et percent la ligne turque. Aux deux ailes des croisés, les Normands de Normandie et d'Italie, emmenés par Bohémond, Tancrède et Robert Courteheuse, les Flamands de Robert de Flandre, les Français de Hugues de Vermandois et les Bas-Lorrains de Godefroy de Bouillon percent également les défenses turques. Enfin, surgissant sur les arrières de l'ennemi, les Provençaux d'Adhémar écrasent la réserve des Turco-Arabes. Enfoncés sur tous les fronts et commençant à être encerclés, les Turco-Arabes cèdent et fuient le champ de bataille. Les fuyards turcs sont massacrés lors de la poursuite, annihilant l'armée de Kilidj Arslan.

## Conséquences
Dans la poursuite, les croisés s'emparent du camp des Turco-Arabes. Leur butin se compose d'une grande quantité de vivres, de tentes magnifiquement ornées, toutes sortes de bêtes de somme et, surtout, d'un grand nombre de chameaux. 
Après cette défaite, Kılıç Arslan ne peut s’opposer militairement à la progression des croisés et fait le vide devant eux, leur coupant toute possibilité de ravitaillement en route, mais ne réussit pas à les empêcher d’atteindre la Cilicie, où les Arméniens chrétiens accueilleront les croisés, puis Antioche. Profitant de la débâcle seldjoukide, l’empereur byzantin Alexis Comnène envoie son beau-frère Jean Doukas reconquérir l’Ionie, la Lydie et la Phrygie, permettant à Byzance de reprendre une partie des territoires perdus à la suite de la bataille de Manzikert.
Enfin cette bataille, premier engagement réel entre les Francs et les Turcs, annonce les prémices d’un changement des rapports de force au Proche-Orient. La tactique des Turcs consiste à utiliser des archers à cheval pour harceler l'armée adverse et se retirer lors de la charge. Cette tactique, qui avait fait le succès des Seldjoukides face aux armées syriennes, byzantines et arméniennes durant le siècle précédent, est totalement inefficace contre les Francs, les flèches turques se révélant sans effet sur les lourdes armures des croisés.